# Jean-Pierre Blanc (réalisateur)
Pour les articles homonymes, voir Jean-Pierre Blanc et Blanc (homonymie).
Jean-Pierre Blanc est un réalisateur et scénariste français, né le 23 avril 1942 à Charenton-le-Pont et mort le 21 mai 2004 à Saint-Cloud (France).

## Biographie
Il interrompt ses études de médecine pour se consacrer au cinéma. Ancien élève du Conservatoire indépendant du cinéma français, il tourne plusieurs courts métrages en 16 mm avant de réaliser La Vieille Fille grâce à l'appui d'Annie Girardot et de Philippe Noiret.
Il meurt des suites d'un cancer le 21 mai 2004 à Saint-Cloud. Ses obsèques se font au crématorium du Père-Lachaise le 26 mai 2004.

## Filmographie

### Réalisateur et scénariste
- 1972 : La Vieille Fille
- 1973 : Un ange au paradis
- 1976 : D'amour et d'eau fraîche
- 1978 : Le Devoir de français (TV)
- 1979 : L'Esprit de famille
- 1991 : Joseph Conrad (TV)
- 1991 : scénariste : La conversation (série Passion) réalisé par Emmanuel Fonlladosa
- 1993 : Caravane (TV)

### Assistant
- 1976 : Un enfant dans la foule de Gérard Blain

## Distinctions
- 1972 : Ours d'argent du meilleur réalisateur au Festival de Berlin
- 1972 : Prix du meilleur premier film au Festival de Chicago